# Tanzanapseudes levis
Tanzanapseudes levis is een naaldkreeftjessoort uit de familie van de Tanzanapseudidae. De wetenschappelijke naam van de soort is voor het eerst geldig gepubliceerd in 2009 door Stepien & Blazewicz-Paszkowycz.